# Mujahiddin
Mujahiddin is een bestuurslaag in het regentschap Sumbawa Barat van de provincie West-Nusa Tenggara, Indonesië. Mujahiddin telt 678 inwoners (volkstelling 2010).